# 鶴澤勝七
鶴澤 勝七（つるさわ かつひち）は、義太夫節三味線方の名跡。四代を数える（三代目は空席）。

## 初代
（生年不詳 - 明治12年（1879年）8月24日）
鶴澤安治郎 → 初代鶴澤勝七 → 鶴澤勝鹿斎
本名：浅井安治郎。初代鶴澤弥三郎門弟から二代目鶴澤清七（笹屋清七）預かり。通称：なまこ。西宮の勝七。
近眼の竹本文字太夫（代数外）の息子。天保11年（1840年）正月稲荷文楽芝居「契情小倉の色紙」にて初出座。その後、東京へ行き、当時「しけ鶴」といっていた父文字太夫の門弟であり、文字太夫の名を継いだ三代目竹本文字太夫（後の四代目竹本氏太夫。三代目竹本綱太夫の門弟で五代目竹本春太夫の師匠）を弾く。
天保12年（1841年）『絵本太功記』「尼ヶ崎の段」を勤めるにあたり氏太夫と18日間稽古をするも、勝七の方から断りを入れ、三代目豊澤廣助が代役を勤めた。以後は、芝居には出勤せず、西宮へ移り、名を鶴澤勝鹿斎と改め、辰馬家（現辰馬本家酒造）のお抱え三味線弾きとなったとされる。
しかし、以降も毎年発行される見立番付には名前が残っており、弘化4年（1847年）3月甲府亀屋座の芝居の番付に「名代 亀屋与兵衛 太夫 竹本春太夫（五代目） 座元 鶴澤勝七」とあるように、甲府の芝居で突如として座元を勤めている。番付では三味線欄の別書の筆頭であり「下り 鶴澤勝七」とある。紋下である五代目竹本春太夫にも「下り 竹本春太夫」とある。嘉永元年（1848年）の見立番付では西前頭筆頭で江戸鶴澤勝七とあり、江戸に移っている。同年刊行の見立番付「てんぐ噺」に〈我こゝろかならずともにうろたへな道に迷わぬ合邦か辻　（五代目）竹本春太夫　鶴澤勝七」とあるように五代目春太夫の相三味線を勤めていた。翌嘉永2年（1849年）正月江戸結城・薩摩座で『娘景清八島日記　三段目』「日向島の段」で竹本田組太夫を弾いている。以降も4月赤城社内に三味線筆頭で出座。嘉永4年（1851年）4月茅場町薬師境内では三味線欄中央で出座。安政元年（1854年）の見立番付では床頭取欄に「勝七伜鶴澤勝の助」とある。当人は三味線の西小結。安政3年（1856年）6月備中普賢院天満宮祭礼人形興行に三味線筆頭で出座。以降、『義太夫年表近世篇』では芝居への出座が確認できないことから、この頃西宮に隠棲し、勝鹿斎を名乗った。
『増補浄瑠璃大系図』では、天保12年（1841年）の事件の後、直ぐに西宮に隠棲した記述となっているが、このように五代目竹本春太夫を弾いたり、江戸で出座をしていた。この後、慶応元年（1865年）9月稲荷文楽芝居で初代鶴澤清六の門弟鶴澤玉助が二代目鶴澤勝七を襲名しており、その襲名の際に初代清六の娘である鶴澤きくが西宮の勝鹿斎の許を訪れたエピソードがある（二代目欄で後述）。
初代鶴澤道八が西宮の勝鹿斎の元を訪れた際の事を『道八芸談』に記している。「初代勝七さんは、「西宮の勝七さん」といつて、元三代目の氏太夫さん（五代目春太夫の師匠）の三味線を弾いて居られたのですから余程の古顔でした。明治以前早くから大阪を見捨てゝ西宮へ隠居されたのでした。既にその当時の芸をうとんじて、西宮には旦那衆も沢山居られるし、その辺りのよいお酒を呑んで、うまいものを食べて呑気に暮さうといふのですから少し贅沢過ぎます。そして名前を勝鹿斎と改めて、辰馬さんのお抱え三味線になつて居られました。こんな古い方でしたから、清水町の師匠（※初代豊澤團平）でも松葉屋さん（※五代目豊澤廣助）でもお稽古に行つて居られたといふことです。私も子供の時一度だけお使いにお宅へ行つたことがありましたが、厳格な感じで威厳がありました。挨拶をしますと、「お前何処の弟子や」と怒鳴られてゐるやうで、お土産の品を出すと、「それくれたんか、礼いふとけ」といふやうな調子で、とても怖いお師匠さんでした。」
鶴澤勝七の名跡は、兄弟弟子で仲が良く「六さん。六さん」と呼んでいた初代鶴澤清六に「然る可き人に継がせてくれ」と預け、後に弟子である初代鶴澤玉助が二代目として襲名している（詳細は二代目鶴澤勝七欄にて記述）
明治12年（1879年）8月24日、68才にて没。戒名：顯直院日性信士。墓所兵庫県西宮市今津妙見堂と伝わる。

## 二代目
（天保11年（1840年） - 明治34年（1901年）10月4日）
鶴澤友太郎 → 初代鶴澤玉助 → 二代目鶴澤勝七
本名：久野友太郎（ともたろう）。初代鶴澤清六門弟。門弟に四代目鶴澤勝七、初代鶴澤道八、四代目鶴澤徳太郎がいる。播州大塩の生まれで、姫路で育つ。初代鶴澤清六に入門し、本名から鶴澤友太郎と名乗る。安政元年（1854年）8月稲荷東門芝居にて初出座。安政7年（1860年）初代鶴澤玉助と名を改める。慶応元年（1865年）9月稲荷文楽芝居で二代目鶴澤勝七を襲名。
この二代目鶴澤勝七襲名に関してのエピソードを二代目鶴澤勝七の弟子である初代鶴澤道八は『道八芸談』に、以下のように記している。
「勝七さんは、初代の清六さんと仲よく、「六さん／＼」と呼んで居られましたさうで、勝鹿斎になつてから、勝七の名前を然る可き人に継がせてくれと清六さんに預けて居られましたので、清六さんがお弟子の玉助さんに継がさうと、そのことを報告に清六さんの娘さんのおきくさんを西宮へ遣されました。このおきくさんは後に法善寺の津太夫さんのお内儀さんになられ、義太夫界では中々やかましい婆さんでした。おきくさんが勝七さんの前へ出て、「父申しますには、今度勝七の二代目を起すことになりましてござります」と口上を述べられますと、勝七さんは、「あゝ六さんの眼鏡に叶ふた者なら結構です、どうも御苦労さんでした。しかし、わしの名を継ぐのは一体誰や」との尋ねに、おきくさんが「うちの玉助でございます」と答へると、勝七は「わあ情ないことや」と涙をこぼされたといふ話を聞いて居ります。二代目さんは私（初代鶴澤道八）の師匠ですが、明治前から世を見限つて隠遁されたお方から見ればそんなものであつたのでせう。」
初代豊竹古靱太夫を弾いていたが、長く太郎助橋の四代目竹本住太夫の相三味線を勤める。その後は、五代目竹本越太夫（後の五代目竹本住太夫）を弾き、最後は三代目竹本津太夫を弾いた。明治30年（1897年）1月『木下蔭狭間合戦』「壬生村」で三代目竹本津太夫を弾いている際に舞台上で中風を起こし、弟子の四代目鶴澤徳太郎（後の八代目鶴澤三二）が代役を勤めた。1年ほど口縄坂のさる寺にて二代目玉助（四代目勝七）、友松（初代道八）、四代目徳太郎（八代目三二）の門弟が世話をし、養生をしていたが、九州の彦島にいる親戚が勝七を引き取ることになった。その際の様子を「その親戚といふのはお内儀さんの方の親類で、詳しく申しますと彦島の傍にある竹子島といふ小さい島の南風止（はいどまり）といふところにあつて、山崎といふ「ピン娼屋」俗に船饅頭といつて内海の船の出はいりで風待ちのときなどに遊興する女郎屋で抱へは十五六人もゐました。そこまでお内儀さんと私が送つて行つたのですが、置いて帰るのですから俊寛のやうなもので、帰りがけに師匠はおい／＼泣かれて困りました。師匠はそれから四五年後明治三十四年十月四日、遂にその地で亡くなられましたが、存命中は九州へ行く度に訪ねてゐました。」と、初代鶴澤道八は『道八芸談』に残している。
戒名：歸眞日取最勝信士。62歳没。

## 三代目
空席。「勝七の名跡に関する遺書のやうなものは古靱さんが持つてゐます。門弟の（二代目）玉助が勝七を願ひ出ましたが色々な関係で中々許されず、遂に三代目は空席にして四代目といふことで許されました。もう勝七師匠の門人で生き残つてゐるのは私（初代鶴澤道八）一人で、私の在世中に誰かよい芸の持主が出れば古靱さんとも謀つて襲いで欲しいと思つてゐます。何しろ初代は西宮ですから中々の重い名跡です。」―『道八芸談』

## 四代目
（文久2年（1862年） - 大正14年（1925年）10月）
鶴澤松之助 → 二代目鶴澤玉助 → 四代目鶴澤勝七 
本名：小林松之助。二代目鶴澤勝七門弟。本名から鶴澤松之助と名乗り、明治19年（1886年）師匠の前名玉助を二代目として名乗る。
大正4年（1915年）9月文楽座にて二代目玉助改め四代目鶴澤勝七を襲名（四代目となった経緯は三代目欄を参照）。『八陣守護城』「毒酒の段 次」で五代目竹本錣太夫を弾いた。後に稽古屋となり大正14年（1925年）10月に64歳で没。戒名：禮樂院常轉日教信士。